# Stipa patagonica
Stipa patagonica är en gräsart som beskrevs av Carlos Luis Spegazzini. Stipa patagonica ingår i släktet fjädergrässläktet, och familjen gräs. Inga underarter finns listade i Catalogue of Life.